# Liste der denkmalgeschützten Objekte in Pichl bei Wels
Die Liste der denkmalgeschützten Objekte in Pichl bei Wels enthält die 4 denkmalgeschützten, unbeweglichen Objekte der Gemeinde Pichl bei Wels in Oberösterreich (Bezirk Wels-Land).

## Denkmäler
| Foto |                 | Denkmal                                                                             | Standort                                      | Beschreibung | Metadaten |
| ---- | --------------- | ----------------------------------------------------------------------------------- | --------------------------------------------- | --- | --- |
| ja   | Datei hochladen | Kath. Pfarrkirche hl. Martin und Friedhof HERIS-ID: 52485 Objekt-ID: 59368          | bei Pfarrplatz 2 Standort KG: Pichl bei Wels  | Das Langhaus der Pfarrkirche von Pichl wurde Ende des 17. Jahrhunderts auf mittelalterlichen Fundamenten mit niedrigem, eingezogenen Chor errichtet. Der Turm mit Zwiebelhelm und Laterne besitzt einen spätmittelalterlichen Unterbau. | BDA-Hist.: Q26236776 Status: § 2a Stand der BDA-Liste: 2025-06-30 Name: Kath. Pfarrkirche hl. Martin und Friedhof GstNr.: .34, 157 Pfarrkirche hl. Martin, Pichl bei Wels |
| ja   | Datei hochladen | Pfarrhof, Kindergarten HERIS-ID: 52484 Objekt-ID: 59367                             | Pfarrplatz 1 Standort KG: Pichl bei Wels      | Die ursprünglich dreiflügelige Anlage wurde bei einem Brand 1750 stark beschädigt und in veränderter Form wiederaufgebaut. Der spätbarocke Pfarrhof besteht aus zwei Trakten und einem Hakenanbau, wobei der ostseitige Trakt zwei Geschoße besitzt, die übrigen Gebäudeteile hingegen nur eineinhalb Geschoße umfassen.                                                                             | BDA-Hist.: Q38051701 Status: § 2a Stand der BDA-Liste: 2025-06-30 Name: Pfarrhof, Kindergarten GstNr.: .33 Pfarrhof Pichl bei Wels                                        |
| ja   | Datei hochladen | Kath. Filialkirche hl. Jakob HERIS-ID: 52645 Objekt-ID: 60018                       | bei Unterirrach 6 Standort KG: Pichl bei Wels | Der gotische Chor mit 5/8-Schluss und das einfache Langhaus mit Satteldach, dass über dem Chor abgewalmt wurde, stammen aus der Zeit um 1470 bis 1480. Um 1500 erfolgte der Anbau der spätgotischen Sakristei. Westseitig trägt die Kapelle einen kleinen Dachreiter mit Zwiebelhelm, innen beherbergt sie einen Altar mit einer Figur des hl. Jakobus aus dem zweiten Viertel des 18. Jahrhunderts. | BDA-Hist.: Q38053142 Status: § 2a Stand der BDA-Liste: 2025-06-30 Name: Kath. Filialkirche hl. Jakob GstNr.: .91                                                          |
| ja   | Datei hochladen | Kath. Filialkirche hl. Valentin und ehem. Kirchhof HERIS-ID: 52624 Objekt-ID: 59917 | bei Sulzbach 11 Standort KG: Ödt              | Während der Chor der Filialkirche aus der Zeit um 1470 stammt, könnten die Langhausmauern sogar in romanische Zeit zurückreichen, die in der Mitte des 18. Jahrhunderts neu überwölbt wurden. Prägend für das Aussehen der Kirche ist neben dem hohen Satteldach der Dachreiter mit Zwiebelhelm. | BDA-Hist.: Q38052962 Status: § 2a Stand der BDA-Liste: 2025-06-30 Name: Kath. Filialkirche hl. Valentin und ehem. Kirchhof GstNr.: .17 Filialkirche hl. Valentin Sulzbach |